# حسين القطان
حسين القطان (1926 - 14 يونيو 2025)، ممثل كويتي بدايته كانت في عام 1961 اشتهر باسم بو جسوم.

## سيرته
ولد الفنان أبو جسوم واسمه الأصلي حسين سليمان القطان في مدينة الكويت عام 1926، وتحديدا في منطقة شرق في حي الوسط، ودرس في مدارس العاصمة الليلية (مدرسة النجاح)، ثم مدرسة الصباح الأولى، التي أسست عام 1948، ويُعد أبو جسوم من المؤسسين في الحركة الفنية، حيث قدّم مع أعضاء فرقة بوجسوم، في بداية ستينيات القرن العشرين، أعمالاً فنية فكاهية تحمل طابع التسلية والتوعوية، وذاع صيت هذه الفرقة وحققت نجاحاً كبيراً في منطقة الخليج العربي. ومن أشهر أدواره شخصية بوطبيلة، التي كانت تظهر في شهر رمضان، حيث جسّدها لفترة طويلة عبر برامج متنوعة.

## أعماله
- هذا ولدنا، 2007 - مسلسل (ضيف شرف)
- حبل المودة، 2006 - مسلسل
- ورثة المرحوم، 1997 - مسرحية
- سيف العرب، 1992 - مسرحية (بو جسوم)
- إللي ماله أول ماله تالي، 1990 - مسلسل (أبو جسوم)
- المغامرون الثلاثة، 1986 - مسلسل (الشيخ ينسون)
- القرقور، 1984 - مسرحية
- يا معيريس، 1983 - مسرحية
- هبان تشاتشا، 1977 - مسرحية(أبو جسوم)
- محكمة الفريج، 1967 - مسلسل
- عايلة بو جسوم، 1962 - مسلسل